# Білл Паскрелл
Білл Паскрел (англ. William James Pascrell Jr.r; нар. 25 січня 1937, Патерсон, Нью Джерсі — 21 серпня 2024) — американський політик, член Демократичної партії. Член Палати представників США від штату Нью Джерсі з 1997 до 2024 року. Член Групи підтримки України в Конгресі США.
До обрання в Палату представників Паскрелл працював у Генеральній асамблеї Нью-Джерсі протягом чотирьох термінів (1989—1997), і два терміни обирався мером Патерсона (1990—1996).

## Життєпис
У 1959 році закінчив Фордгемський університет.

## Підтримка України
У липні 2014 року конгресмени представили закон про військову допомогу Україні. «Акт гарантії безпеки України», за словами його авторів, надає повноваження Президенту США надавати військову допомогу Україні. Законопроект закликає уряд Сполучених Штатів визнати Україну своїм союзником поза межами НАТО, що дозволить тимчасово надати Україні необхідні ресурси аби гарантувати її безпеку на рівні членів Альянсу. Також у документі йдеться про спільні військові навчання та розширення «Програми партнерства заради миру». Конгресмен від штату Нью-Джерсі Білл Паскрел закликав своїх колег ухвалити запропонований документ: «Якщо ви хочете допомогти Україні, підтримайте цей законопроект, допоможіть його провести, і переконайтесь що він буде підписаний. Цей закон вимагає оцінити українську оборонну здатність і потреби протягом 15 днів з дня прийняття. Включно з можливістю надати обладнання включно з літаками у раці відповідного прохання українців задля захисту їх територіальної цілісності».
15 травня 2015 року під час урочистої церемонії в Конгресі США на честь 75-річчя утворення Українського конгресового комітету Америки (УККА), Білл Паскрелл, відомий своєю послідовною підтримкою України, знову заявив про нагальну необхідність надати їй зброю, щоб допомогти українцям захиститися від російської агресії. «Я думаю, Сполучені Штати мають вийти за межі гуманітарної допомоги, потрібно надати таку військову підтримку, щоб переконатися, що Україна може захистити себе», — наголосив член Палати представників.
6 лютого 2019 року Білл Паскрел прийшов на промову президента США Дональда Трампа з українським прапором. Про це він сам повідомив у Іnstagram.
«В промові згадується Росія, а я з гордістю несу сьогодні український прапор на знак солідарності з нашим союзником та другом, в той час як народ України продовжує протистояти російській агресії», — написав він.
11 червня 2019 року конгресмен Адам Кінзінгер, ще один член Групи підтримки України в Конгресі США, зареєстрував законопроєкт, що передбачав цільові санкції проти суден-трубоукладників Північного потоку 2 і Турецького потоку, прокоментувавши це так:
16 лютого 2024 року Білл Паскрелл назвав президента Росії Владіміра Путіна "воєнним злочинцем, який здійснює масові вбивства" і заявив, що експрезидент Дональд Трамп "відкрито заохочував Путіна нападати на союзників Америки, а республіканці блокують допомогу Україні".
Американський громадський діяч та журналіст Ігор Длябога у повідомленні про смерть конгресмена написав: ”Улюблений Конгресмен Білл Паскрелл... був найпалкішим прихильником України, української незалежності, боротьби українського народу за незалежність у минулому та сьогодні. Він був великим другом української громади в США... Його буде дуже не вистачати всім волелюбним людям, а найбільше українцям світу".